# Bernard van Laon
Bernard van Laon (circa 845 - voor 893) was een Frankische edelman en lid van de dynastie der Herbertijnen.

## Levensloop
Bernard was de oudste zoon van graaf Pepijn van Vermandois, tevens heer van Senlis, Péronne en Saint-Quentin.
In 877 werd hij door de West-Frankische koning Karel de Kale benoemd tot graaf van Laon, wat hij bleef tot aan zijn dood omstreeks 893.
Bernard en zijn echtgenote, wier naam onbekend gebleven is, kregen een zoon:
- Roger I (overleden in 927), zijn opvolger als graaf van Laon